# Late Xou con Marc Giró
Late Xou con Marc Giró es un programa televisivo de humor que imita el exitoso formato de los late night shows, tan populares en la televisión de Estados Unidos, que se emite por el canal público español La 1.
Este está basado en el anterior programa con el mismo nombre que se emitía los domingos en La 1 con Marc Giró en catalán.
Abriendo el 2025 se anunció que el programa pasaría a formar parte de La 1 tras cosechar grandes audiencias en La2. El programa hará tandem con La revuelta los martes a partir de las 22:50.

## Formato
Marc Giró presenta un late show con entrevistas a personalidades destacadas del mundo del cine, teatro, música, televisión, literatura y activismo social del panorama nacional. Cada lunes recibe en su sofá a varios invitados con los que charla de forma distendida sobre su vida y profesión.

## Equipo

### Presentador
| Presentador | Información              | Logo de La 2 | Logo de La 2 | La 1 |
| Presentador | Información              | 2023         | 2024         | 2025 |
| ----------- | ------------------------ | ------------ | ------------ | ---- |
| Marc Giró   | Presentador y periodista |              |              |      |

### Colaboradoras
| Colaborador   | Información           | Logo de La 2 | Logo de La 2 | La 1 |
| Colaborador   | Información           | 2023         | 2024         | 2025 |
| ------------- | --------------------- | ------------ | ------------ | ---- |
| Henar Álvarez | Humorista y guionista |              |              |      |
| Candela Peña  | Actriz                |              |              |      |
| Yolanda Ramos | Actriz y humorista    |              |              |      |
| Pepe Colubi   | Humorista y escritor  |              |              |      |

## Temporadas
| Temporada | Temporada | Episodios | Cadena       | Estreno              | Final                   | Audiencia media |
| --------- | --------- | --------- | ------------ | -------------------- | ----------------------- | --------------- |
|           | 1         | 35        | Logo de La 2 | 9 de octubre de 2023 | 25 de junio de 2024     | 142 000 (2,1%)  |
|           | 2         | 12        | Logo de La 2 | 8 de octubre de 2024 | 26 de diciembre de 2024 | 399 000 (4,0%)  |
|           | 3         | 13        | La 1         | 14 de enero de 2025  | 15 de abril de 2025     | 795 000 (9,8%)  |

## Audiencias

### Temporada 1 (2023-2024)
| Programa  | Invitados                                                                                         | Día de emisión          | Audiencia      |
| --------- | ------------------------------------------------------------------------------------------------- | ----------------------- | -------------- |
| 1x01 (1)  | Carlos Cuevas, Ander Puig e Isabel Calderón                                                       | 9 de octubre de 2023    | 125 000 (1,7%) |
| 1x02 (2)  | Macarena García, Ana Morgade, Amaia Romero y Juana Dolores                                        | 16 de octubre de 2023   | 83 000 (1,9%)  |
| 1x03 (3)  | Ana Duato y Candela Peña                                                                          | 23 de octubre de 2023   | 106 000 (1,5%) |
| 1x04 (4)  | Macarena Gómez y David Verdaguer                                                                  | 30 de octubre de 2023   | 121 000 (1,8%) |
| 1x05 (5)  | Belén Cuesta y Almudena Ariza                                                                     | 6 de noviembre de 2023  | 107 000 (1,7%) |
| 1x06 (6)  | Isabel Coixet, Dulceida y Alba Pascual                                                            | 13 de noviembre de 2023 | 87 000 (1,5%)  |
| 1x07 (7)  | Lydia Lozano, María Patiño, Kiko Matamoros, Kiko Hernández, Chelo García-Cortés y Alfonso Bassave | 20 de noviembre de 2023 | 108 000 (1,7%) |
| 1x08 (8)  | Yolanda Ramos y Asier Etxeandia                                                                   | 27 de noviembre de 2023 | 131 000 (2,6%) |
| 1x09 (9)  | Natalia Verbeke, Miren Ibarguren, Eva Santolaria y Ernesto Sevilla                                | 4 de diciembre de 2023  | 186 000 (2,5%) |
| 1x10 (10) | Juan Antonio Bayona e Inés Hernand                                                                | 11 de diciembre de 2023 | 159 000 (2,7%) |
| 1x11 (11) | Pilar Rubio y Vicky Luengo                                                                        | 18 de diciembre de 2023 | 162 000 (2,7%) |
| 1x12 (12) | Jordi Évole y Quan Zhou                                                                           | 8 de enero de 2024      | 189 000 (2,2%) |
| 1x13 (13) | Alberto San Juan, Paca la Piraña y Lola Rodríguez                                                 | 15 de enero de 2024     | 119 000 (2,1%) |
| 1x14 (14) | Yolanda Díaz, Ladilla Rusa                                                                        | 22 de enero de 2024     | 183 000 (2,4%) |
| 1x15 (15) | Chanel Terrero, Eva Hache y Ana Polvorosa                                                         | 29 de enero de 2024     | 108 000 (1,7%) |
| 1x16 (16) | Miguel Bernardeau y Hugo Silva                                                                    | 5 de febrero de 2024    | 103 000 (1,4%) |
| 1x17 (17) | Raquel Sánchez Silva, María Escoté, Lorenzo Caprile, Raúl Tejón, Fernando Gil y Gorka Otxoa       | 12 de febrero de 2024   | 108 000 (1,5%) |
| 1x18 (18) | Silvia Abril y Jon Kortajarena                                                                    | 19 de febrero de 2024   | 194 000 (2,4%) |
| 1x19 (19) | Eva Soriano y La Dani                                                                             | 26 de febrero de 2024   | 117 000 (1,7%) |
| 1x20 (20) | Silvia Intxaurrondo y Abril Zamora                                                                | 4 de marzo de 2024      | 90 000 (1,5%)  |
| 1x21 (21) | José Mota, Jorge Sanz y Enric Auquer                                                              | 12 de marzo de 2024     | 134 000 (2,0%) |
| 1x22 (22) | Los del Río, Henar Álvarez y Sidonie                                                              | 19 de marzo de 2024     | 177 000 (2,4%) |
| 1x23 (23) | Ferrán Adriá, Rodrigo Cuevas y Nebulossa                                                          | 2 de abril de 2024      | 195 000 (2,6%) |
| 1x24 (24) | Javier Gutiérrez y Rosa María Calaf                                                               | 9 de abril de 2024      | 180 000 (2,7%) |
| 1x25 (25) | Jordi Cruz, Pepe Rodríguez, Malena Alterio y Julián López                                         | 16 de abril de 2024     | 105 000 (1,4%) |
| 1x26 (26) | Álvaro Morte y David Bustamante                                                                   | 23 de abril de 2024     | 157 000 (2,3%) |
| 1x27 (27) | Belén Cuesta, Elena Anaya, Marta Etura, Irene Escolar y Carla Antonelli                           | 30 de abril de 2024     | 161 000 (2,1%) |
| 1x28 (28) | Candela Peña, Aitor Albizua y Mayte Martín                                                        | 7 de mayo de 2024       | 156 000 (2,7%) |
| 1x29 (29) | Secun de la Rosa, Jaime Lorente, Isaki Lacuesta y Mala Rodríguez                                  | 14 de mayo de 2024      | 130 000 (1,8%) |
| 1x30 (30) | Belén Rueda y Kiko Rivera                                                                         | 21 de mayo de 2024      | 140 000 (1,9%) |
| 1x31 (31) | Belén Esteban, Abraham Jiménez Enoa y Belén Aguilera                                              | 28 de mayo de 2024      | 190 000 (2,6%) |
| 1x32 (32) | Karra Elejalde, Georgina Amorós y Eduardo Navarrete                                               | 4 de junio de 2024      | 170 000 (2,5%) |
| 1x33 (33) | Andrés Velencoso, Isabel Gemio y Pol Granch                                                       | 11 de junio de 2024     | 169 000 (2,5%) |
| 1x34 (34) | Rossy de Palma, Marisa Paredes y El Langui                                                        | 18 de junio de 2024     | 189 000 (2,5%) |
| 1x35 (35) | Omar Ayuso y Rozalén                                                                              | 25 de junio de 2024     | 121 000 (1,7%) |

### Temporada 2 (2024)
| Programa  | Invitados                                                 | Día de emisión          | Audiencia      |
| --------- | --------------------------------------------------------- | ----------------------- | -------------- |
| 2x01 (36) | Antonio de la Torre, Maruja Torres y Ana Guerra           | 8 de octubre de 2024    | 464 000 (4,7%) |
| 2x02 (37) | Eduardo Casanova y Andrés Velencoso                       | 15 de octubre de 2024   | 191 000 (2,9%) |
| 2x03 (38) | Lara Álvarez y Pepón Nieto                                | 22 de octubre de 2024   | 426 000 (4,1%) |
| 2x04 (39) | Fernando Tejero y Javier Rey                              | 29 de octubre de 2024   | 400 000 (3,9%) |
| 2x05 (40) | Lolita Flores, David Bustamante, Oriol Pla y Javier Giner | 5 de noviembre de 2024  | 354 000 (3,6%) |
| 2x06 (41) | Beatriz Luengo, Yotuel Romero y Carmen Posadas            | 12 de noviembre de 2024 | 354 000 (3,6%) |
| 2x07 (42) | Luis Tosar, María Luisa Mayol y Edurne                    | 19 de noviembre de 2024 | 406 000 (4,2%) |
| 2x08 (43) | Álex de la Iglesia y Álex Ubago                           | 26 de noviembre de 2024 | 392 000 (3,9%) |
| 2x09 (44) | Loles León y Silvia Abril                                 | 3 de diciembre de 2024  | 539 000 (4,0%) |
| 2x10 (45) | Quim Gutiérrez y Mónica López                             | 10 de diciembre de 2024 | 394 000 (3,8%) |
| Esp.      | Homenaje a Marisa Paredes                                 | 17 de diciembre de 2024 | 441 000 (5,9%) |
| 2x11 (46) | Ana Belén, Karla Sofía Gascón y Rigoberta Bandini         | 24 de diciembre de 2024 | 404 000 (4,9%) |
| 2x11 (47) | Paco León y Alaska                                        | 26 de diciembre de 2024 | 463 000 (4,6%) |

### Temporada 3 (2025)
| Programa  | Invitados                                                                                                | Día de emisión        | Audiencia         |
| --------- | --- | --------------------- | ----------------- |
| 3x01 (48) | Emma Suárez, Natalia de Molina, Gorka Otxoa, Raúl Tejón, Raquel Guerrero y Paula Koops                   | 14 de enero de 2025   | 1 184 000 (13,4%) |
| 3x02 (49) | Carlos Areces, Pedro Alonso y Joaquina Blavia                                                            | 21 de enero de 2025   | 1 033 000 (11,7%) |
| 3x03 (50) | Ágatha Ruiz de la Prada, Paula Vázquez, Valeria Ros y Juanjo Bona                                        | 28 de enero de 2025   | 357 000 (9,1%)    |
| 3x04 (51) | Pablo López y Aixa Villagrán                                                                             | 5 de febrero de 2025  | 794 000 (9,6%)    |
| 3x05 (52) | Rosario Flores, Rappel, Lamine Thior y Alba Reche                                                        | 11 de febrero de 2025 | 861 000 (9,5%)    |
| 3x06 (53) | Raquel Sánchez Silva, María Escoté, Mónica Cruz y Amaral                                                 | 18 de febrero de 2025 | 867 000 (10,1%)   |
| 3x07 (54) | Anna Castillo, Leonor Watling y Alice Wonder                                                             | 25 de febrero de 2025 | 266 000 (8,1%)    |
| 3x08 (55) | Sergio Torres, Javier Torres, Mario Vaquerizo, Carlos Cuevas, Albert Salazar, Marc Soler y Nancys Rubias | 4 de marzo de 2025    | 706 000 (8,3%)    |
| 3x09 (56) | Amaia Romero y Juan Diego Botto                                                                          | 11 de marzo de 2025   | 791 000 (8,7%)    |
| 3x10 (57) | Antonio Orozco y Berto Romero                                                                            | 18 de marzo de 2025   | 936 000 (10,3%)   |
| 3x11 (58) | Julia Otero, Blanca Suárez y Rigoberta Bandini                                                           | 25 de marzo de 2025   | 906 000 (10,4%)   |
| 3x12 (59) | Manuel Carrasco y Luis Zahera                                                                            | 8 de abril de 2025    | 867 000 (9,8%)    |
| 3x13 (60) | Vanesa Martín, Omar Ayuso, Martin Urrutia y Soraya Arnelas                                               | 15 de abril de 2025   | 762 000 (8,1%)    |

## Audiencias
| Temporada | Fecha     | Cadena | Espectadores | Cuota de pantalla |
| --------- | --------- | ------ | ------------ | ----------------- |
| 1         | 2023-2024 | La 2   | 142 000      | 2,1%              |
| 2         | 2024      | La 2   | 399 000      | 4,0%              |
| 3         | 2025      | La1    | 795 000      | 9,8%              |